# Nigel Peak
Nigel Peak är en bergstopp i Kanada.   Den ligger i provinsen Alberta, i den centrala delen av landet, 3 100 km väster om huvudstaden Ottawa. Toppen på Nigel Peak är 3 211 meter över havet, eller 617 meter över den omgivande terrängen. Bredden vid basen är 8,5 km.
Terrängen runt Nigel Peak är bergig söderut, men norrut är den kuperad.Trakten runt Nigel Peak är nära nog obefolkad, med mindre än två invånare per kvadratkilometer.. Det finns inga samhällen i närheten. 
Trakten runt Nigel Peak är permanent täckt av is och snö.